# 愛愛愛に撃たれてバイバイバイ
「愛愛愛に撃たれてバイバイバイ」（あいあいあいにうたれてバイバイバイ）は、日本のバンド、FLOWの楽曲で、メジャー27枚目（通算31枚目）のシングル。2014年2月26日に発売。発売元はKi/oon Music。
前作から約5ヶ月ぶりのリリースとなるシングルで、表題曲は、フジテレビ系「ノイタミナ」枠アニメ『サムライフラメンコ』の第2クールオープニングテーマに起用され、プロデューサーに同アニメの音楽を務めたagehaspringsの玉井健二を迎え入れて制作された。
DVD付きの初回生産限定盤と通常盤の2形態で発売。通常盤には初回仕様盤もあり、特典として「描き下ろし『サムライフラメンコ』バックキャップステッカー」が封入されている。

## 収録内容
| 全作曲: Takeshi Asakawa。 |                                                 |                                                                                   |                 |                    |      |
| #                         | タイトル                                        | 作詞                                                                              | 作曲・編曲      | 編曲               | 時間 |
| 1.                        | 「愛愛愛に撃たれてバイバイバイ」                | Kohshi Asakawa                                                                    | Takeshi Asakawa | Kenji Tamai & FLOW | 4:12 |
| 2.                        | 「FROGS 〜ケロンパ帝国の逆襲〜」                | Kohshi Asakawa & Keigo Hayashi & Takeshi Asakawa & Kohtaro Goto & Hiroshi Iwasaki | Takeshi Asakawa | FLOW               | 4:44 |
| 3.                        | 「サムライムアフロ 2014」                       | Takeshi Asakawa & Keigo Hayashi                                                   | Takeshi Asakawa | TAKE               | 3:34 |
| 4.                        | 「愛愛愛に撃たれてバイバイバイ -TV size-」      |                                                                                   | Takeshi Asakawa |                    | 1:35 |
| 5.                        | 「愛愛愛に撃たれてバイバイバイ -Instrumental-」 |                                                                                   | Takeshi Asakawa |                    | 4:12 |
| 合計時間:                 | 合計時間:                                       | 合計時間:                                                                         | 合計時間:       | 18:17              |      |

| #  | タイトル                                             | 作詞 | 作曲・編曲 |
| -- | ---------------------------------------------------- | ---- | ---------- |
| 1. | 「FROGS 〜ケロンパ帝国の逆襲〜」(Music Video)        |      |            |
| 2. | 「FROGS 〜ケロンパ帝国の逆襲〜」(Music Video Making) |      |            |

## 楽曲解説
1. 愛愛愛に撃たれてバイバイバイ
「大人の男の応援歌」がテーマの楽曲。ボーカルのKEIGOは「葛藤しながら自分の信じる思いをぶつけた曲。誰もが持っている純粋でまっすぐな気持ちに向き合う切っ掛けになってくれるとうれしい。」とコメントしている[5]。
ミュージック・ビデオが制作されており、ヒロイン（モデルの風間エイリ[6]）に平手打ちや炎の剛速球を撃ちこまれながらも演奏を続けるという演出になっている[7]。
発売日の2月26日に「ニコニコ生放送」で行われた「FLOW生出演 『平成26年はFLOWの年』第二回首脳会議」では、ミュージック・ビデオのメイキング映像が放送された[8]。
2. FROGS 〜ケロンパ帝国の逆襲〜
メンバー全員が作詞と歌唱に参加。表題曲よりも先にミュージック・ビデオが制作され、サビではメンバー全員でオタ芸を打つ演出となっている[9]。
3. サムライムアフロ 2014 
インディーズ時代のミニアルバム『Like a Rolling Snow』に収録の楽曲「サムライムアフロ」の新録版[8]。

## 収録アルバム
オリジナル
- 『26 a Go Go!!!』  (#1)
  - アルバムバージョンで収録。

ベスト
- 『FLOW ANIME BEST 極』 (#1)
  - 『26 a Go Go!!!』収録のバージョンで収録。
- 『FLOW THE BEST 〜アニメ縛り〜』 (#1)